# Ignacy Witomski

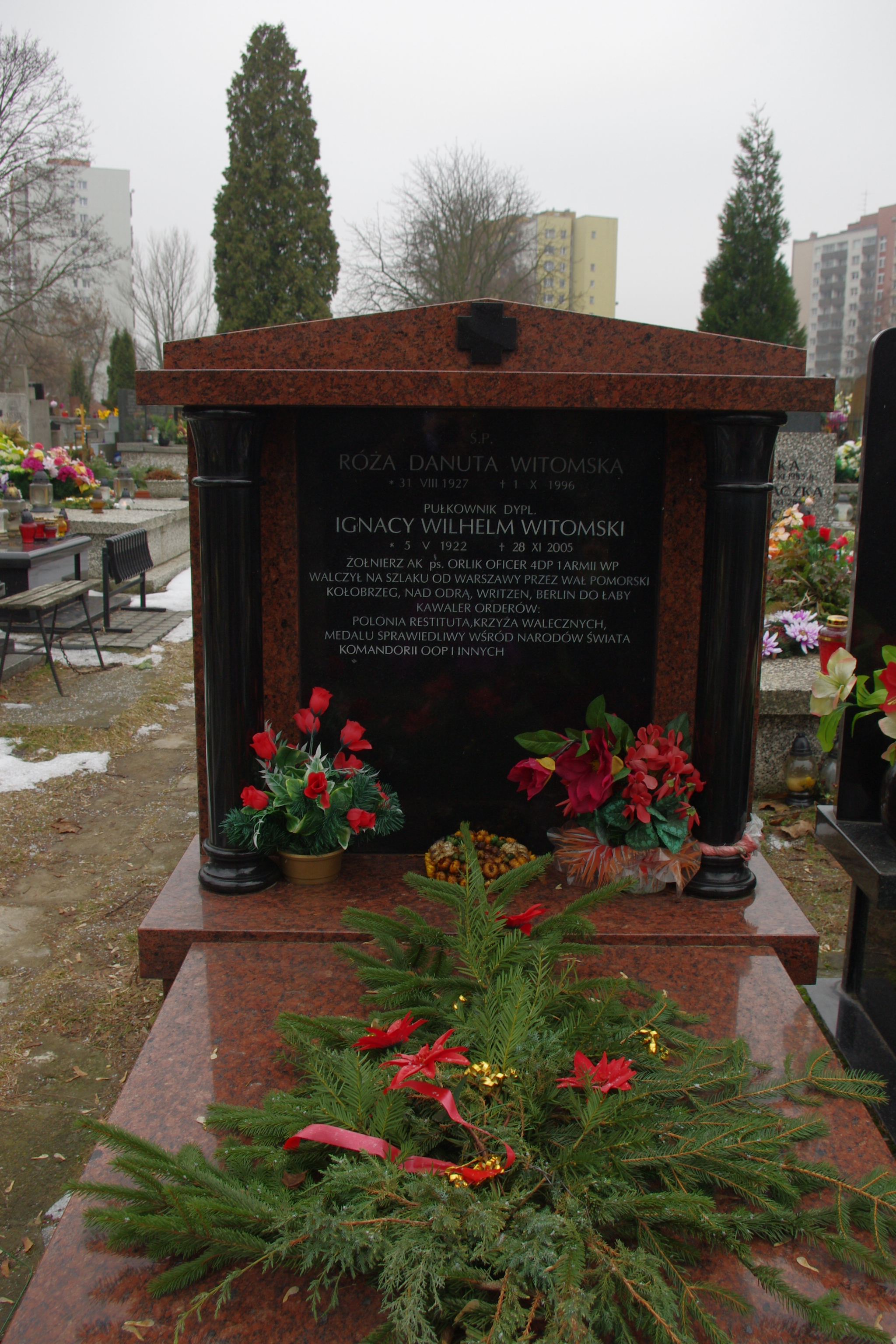
Grób Ignacego Witomskiego na cmentarzu Wawrzyszewskim w Warszawie

Ignacy Wilhelm Witomski pseudonim „Orlik” (ur. 5 maja 1922, zm. 28 listopada 2005) – pułkownik dyplomowany WP, wyróżniony tytułem Sprawiedliwy wśród Narodów Świata.
W czasie II wojny światowej żołnierz Armii Krajowej a następnie oficer 4 Pomorskiej Dywizji Piechoty im. Jana Kilińskiego 1 Armii Wojska Polskiego. Uczestnik walk na szlaku bojowym: Warszawa, Wał Pomorski, walk nad Odrą, Kołobrzeg, Writzen i Berlin. 
Pochowany na cmentarzu Wawrzyszewskim w Warszawie. 

## Odznaczenia
- Polonia Restituta
- Krzyż Walecznych
- Komandoria Orderu Odrodzenia Polski
- Sprawiedliwy wśród Narodów Świata (1992)[1]